# Любавка
Любавка (пол. Lubawka, нім. Liebau) — місто в південно-західній Польщі, на річці Бубр, у центральних Судетах.
Належить до Каменногурського повіту Нижньосілезького воєводства.

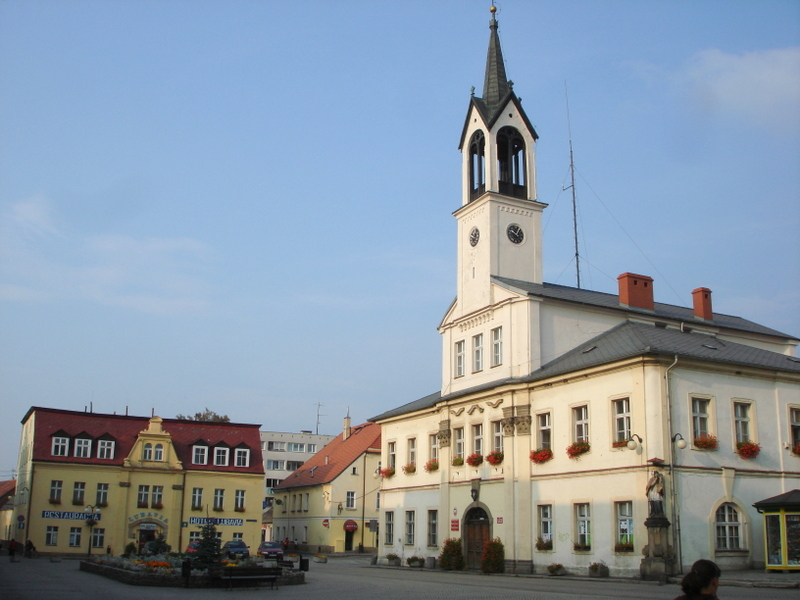
Ратуша

## Демографія
Демографічна структура станом на 31 березня 2011 року:
|          | Загалом | Допрацездатний вік | Працездатний вік | Постпрацездатний вік |
| -------- | ------- | ------------------ | ---------------- | -------------------- |
| Чоловіки | 3072    | 593                | 2211             | 268                  |
| Жінки    | 3376    | 570                | 1948             | 858                  |
| Разом    | 6448    | 1163               | 4159             | 1126                 |